# بورلينجتون
بورلينجتون (بالإنجليزية: Burlington)‏ هي إحدى مدن ولاية واشنطن في الولايات المتحدة الأمريكية. عدد سكانها 8.388 حسب 2010.

## التركيبة السكانية
قام مكتب تعداد الولايات المتحدة بتحديد بيانات التركيبة السكانية لبورلينجتونفي تعداد الولايات المتحدة. في ما يلي، التركيبة السكانية حسب تعدادي 2000 و2010.

### تعداد عام 2000
بلغ عدد سكان برلنغتون 1,096 نسمة بحسب تعداد عام 2000، وبلغ عدد الأسر 369 أسرة وعدد العائلات 298 عائلة مقيمة في المدينة. في حين سجلت الكثافة السكانية 1,737.5 نسمة لكل ميل مربع (670.9/كم2). وبلغ عدد الوحدات السكنية 388 وحدة بمتوسط كثافة قدره 615.1 نسمة لكل ميل مربع (237.5/كم2).
وتوزع التركيب العرقي للمدينة بنسبة 1.19% من عرقين مختلطين أو أكثر.
بلغ عدد الأسر 369 أسرة كانت نسبة 51.8% منها لديها أطفال تحت سن الثامنة عشر تعيش معهم، وبلغت نسبة الأزواج القاطنين مع بعضهم البعض 65.6% من أصل المجموع الكلي للأسر، ونسبة 11.7% من الأسر كان لديها معيلات من الإناث دون وجود شريك، وكانت نسبة 19.2% من غير العائلات. تألفت نسبة 14.6% من أصل جميع الأسر من أفراد ونسبة 4.3% كانوا يعيش معهم شخص وحيد يبلغ من العمر 65 عاماً فما فوق. وبلغ متوسط حجم الأسرة المعيشية 3.27، أما متوسط حجم العائلات فبلغ 2.97.
بلغ العمر الوسطي للسكان 31 عاماً. وكانت نسبة 35.9% من القاطنين تحت سن الثامنة عشر، وكانت نسبة 7.4% بين الثامنة عشر والأربعة وعشرون عاماً، ونسبة 33.7% كانت واقعةً في الفئة العمرية ما بين الخامسة والعشرين حتى الرابعة والأربعين عاماً، ونسبة 16.9% كانت ما بين الخامسة والأربعين حتى الرابعة والستين، ونسبة 6.2% كانت ضمن فئة الخامسة والستين عاماً فما فوق. يوجد لكل 100 أنثى 93.6 ذكر، ويوجد لكل 100 أنثى في الثامنة عشر من عمرها فما فوق 93.7 ذكر.
بلغ متوسط دخل الأسرة في المدينة 40,078 دولار، أما متوسط دخل العائلة فبلغ 42,639 دولار. وكان متوسط دخل الذكور 24,922 دولار مقابل 19,179 دولار للإناث. وسجل دخل الفرد الخاص بالمدينة 14,250 دولار. وكانت نسبة 2.7% من العائلات ونسبة 3.7% من السكان تحت خط الفقر، وكان من هؤلاء نسبة 3.0% تحت سن الثامنة عشر ونسبة 9.4% في الخامسة والستين من العمر وما فوق.

### تعداد عام 2010
بلغ عدد سكان بورلينجتون 8,388 نسمة بحسب تعداد عام 2010، وبلغ عدد الأسر 3,166 أسرة وعدد العائلات 1,935 عائلة مقيمة في المدينة. في حين سجلت الكثافة السكانية 1,969.0 نسمة لكل ميل مربع (760.2/كم2). وبلغ عدد الوحدات السكنية 3,419 وحدة بمتوسط كثافة قدره 802.6 لكل ميل مربع (309.9/كم2).
وتوزع التركيب العرقي للمدينة بنسبة 72.1% من البيض و1.8% من الأمريكيين الأصليين و3.0% من الأمريكيين ذوي الأصول الآسيوية و0.3% من سكان جزر المحيط الهادئ و1.2% من الأمريكيين الأفارقة و3.6% من عرقين مختلطين أو أكثر.
بلغ عدد الأسر 3,166 أسرة كانت نسبة 37.0% منها لديها أطفال تحت سن الثامنة عشر تعيش معهم، وبلغت نسبة الأزواج القاطنين مع بعضهم البعض 40.7% من أصل المجموع الكلي للأسر، ونسبة 14.4% من الأسر كان لديها معيلات من الإناث دون وجود شريك، بينما كانت نسبة 6.1% من الأسر لديها معيلون من الذكور دون وجود شريكة وكانت نسبة 38.9% من غير العائلات. تألفت نسبة 30.2% من أصل جميع الأسر من أفراد ونسبة 13.6% كانوا يعيش معهم شخص وحيد يبلغ من العمر 65 عاماً فما فوق. وبلغ متوسط حجم الأسرة المعيشية 3.26، أما متوسط حجم العائلات فبلغ 2.62.
بلغ العمر الوسطي للسكان 32.1 عاماً. وكانت نسبة 27.4% من القاطنين تحت سن الثامنة عشر، وكانت نسبة 11.2% بين الثامنة عشر والأربعة وعشرون عاماً، ونسبة 27.8% كانت واقعةً في الفئة العمرية ما بين الخامسة والعشرين حتى الرابعة والأربعين عاماً، ونسبة 20.4% كانت ما بين الخامسة والأربعين حتى الرابعة والستين، ونسبة 13.2% كانت ضمن فئة الخامسة والستين عاماً فما فوق. وتوزع التركيب الجنسي للسكان بنسبة 48.5% ذكور و51.5% إناث.

## تاريخ
قد بدأ بورلينجتون مخيماً لـقطع الأشجار، وهي أُسست من قبل «جون بي ميليت» و«ويليم ميكاي» عام 1882. أصبحت مدينة رسمية في ولاية واشنطن عام 1902.
بورلينجتون مشهورة في منطقتها نظراً لتكاثر مراكز التسوق فيها ولأن ملاعب كرة القدم فيها من أحسن ملاعب ولاية واشنطن. أهم مركز التجارة كان يقع في شارع «فايرهايفن», مع أن ذلك الشارع اليوم بمثابة مركز تجمع لسكان المدينة لموكب «بيري ديري دايز» (بالإنجليزية: Berry Dairy Days, يعني بالعربية "أيام التوت والألبان")‏.